# 3-тє тисячоліття

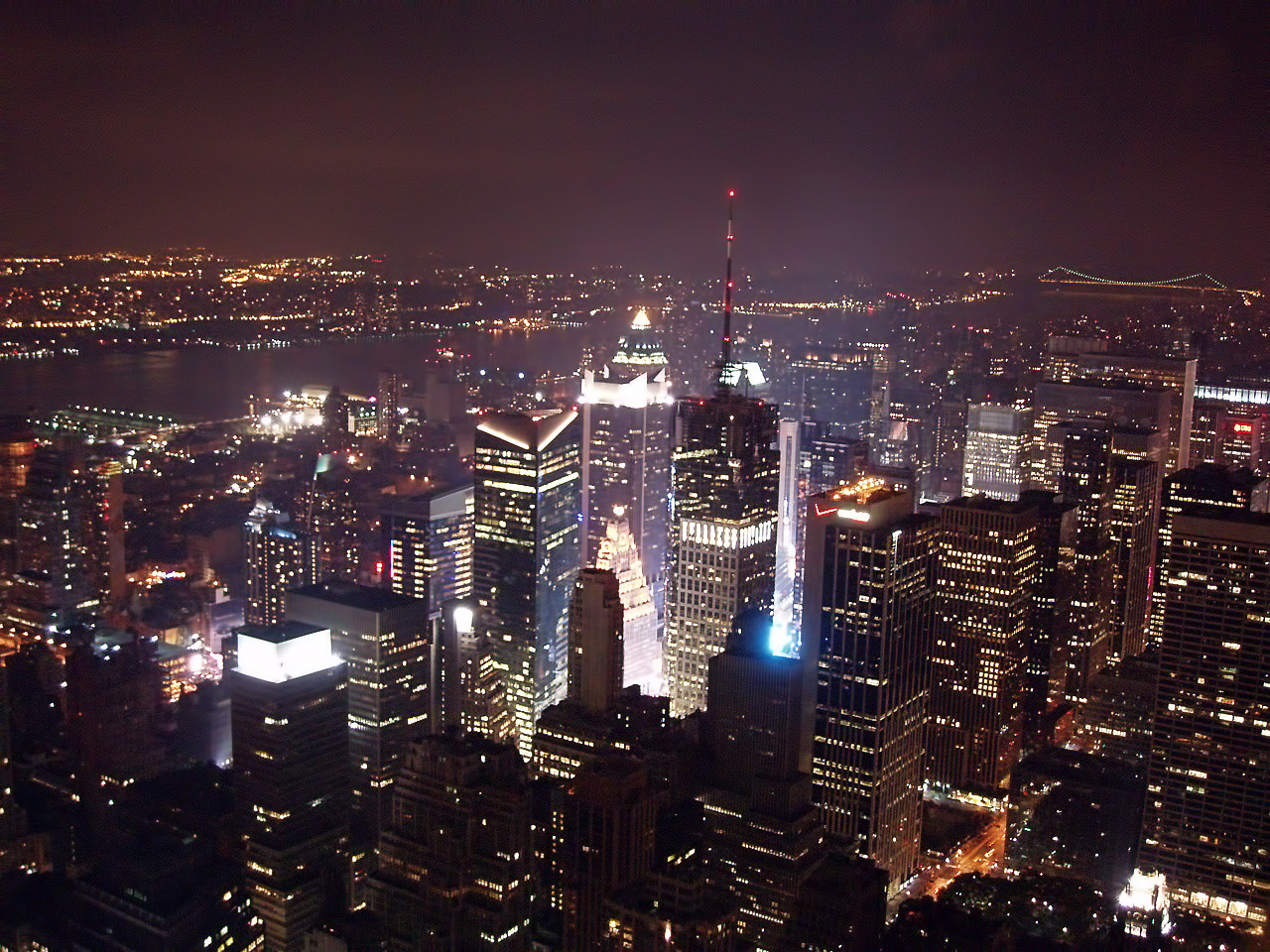
Нью-Йорк, початок третього тисячоліття.

Третє тисячоліття (англ. 3rd millennium) — проміжок часу з 1 січня 2001 року нашої ери по 31 грудня 3000 року нашої ери за григоріанським календарем.
Третє тисячоліття складається з десяти століть: 21 століття, 22 століття, 23 століття, 24 століття, 25 століття, 26 століття, 27 століття, 28 століття, 29 століття, 30 століття.

## Важливі події
- 11 вересня 2001 року — терористичний акт 11 вересня 2001 року.
- 2001—2021 — війна проти тероризму.
- 2020—2023 — пандемія коронавірусної хвороби.

## 2001—2020
Епоха Комп'ютеризації. Військові операції США та коаліції ООН.

## 2021—2050

### Християнський ювілей
У 2030 році прихильники християнства відзначатимуть 2000 років Голгофи-Розп'яття, Воскресіння та Вознесіння Ісуса Христа.

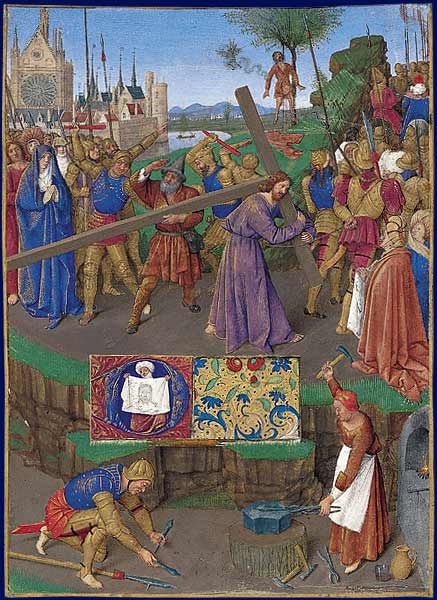
Хресна дорога Ісуса Христа
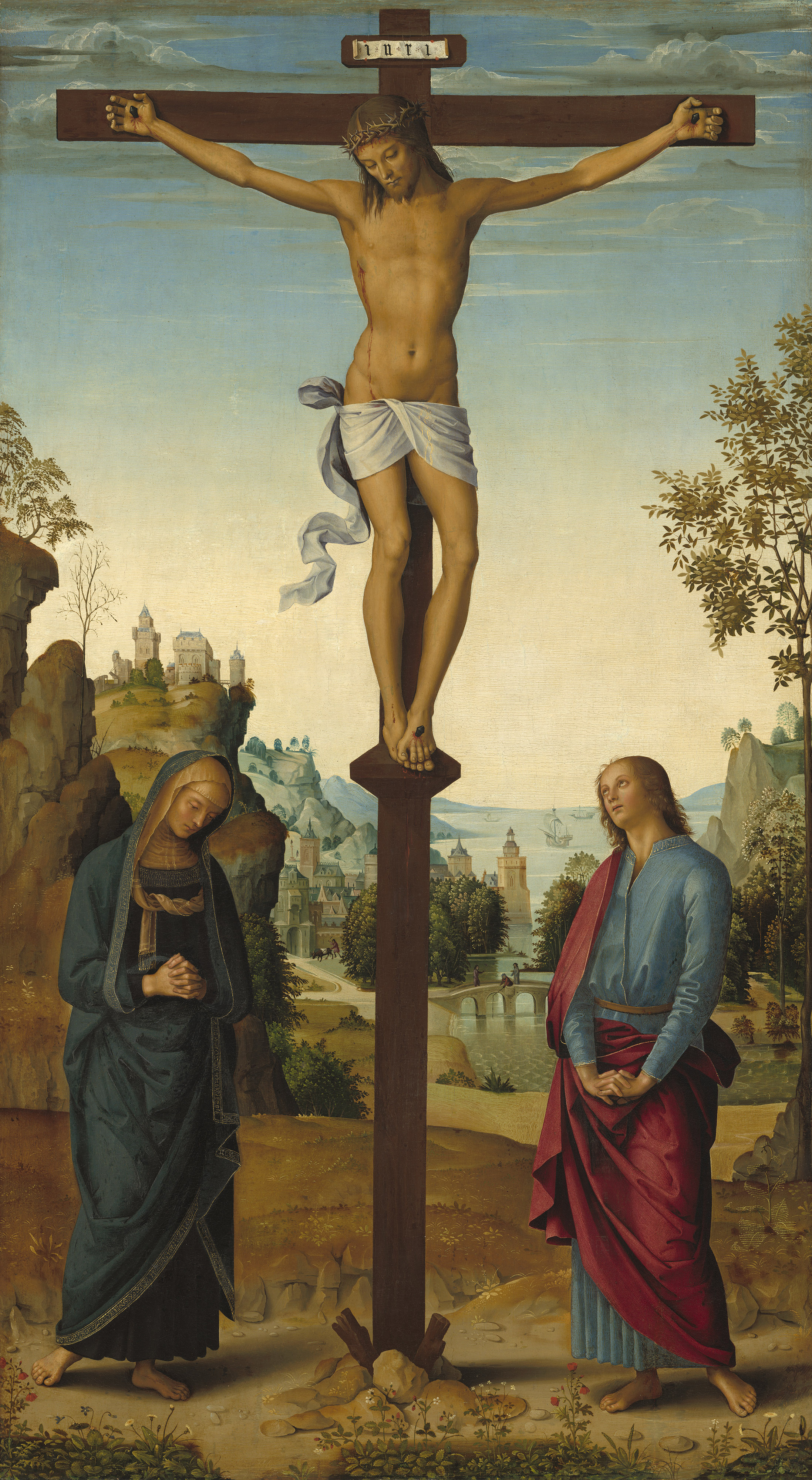
Розп'яття Христа, автор П'єтро Перуджино
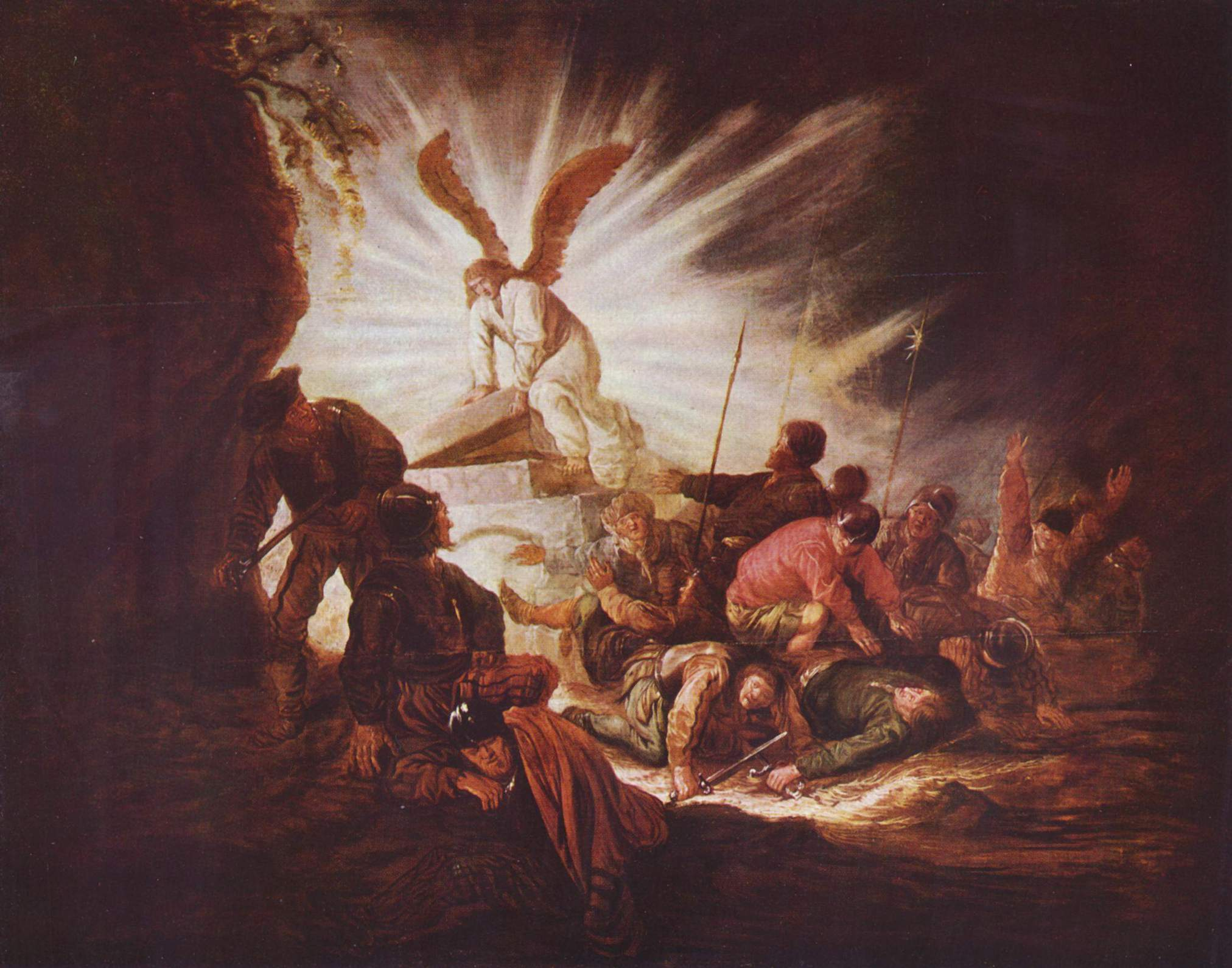
Христове воскресіння. Ангел відкриває Господній гріб. Беньямін Герітч (бл. 1640).
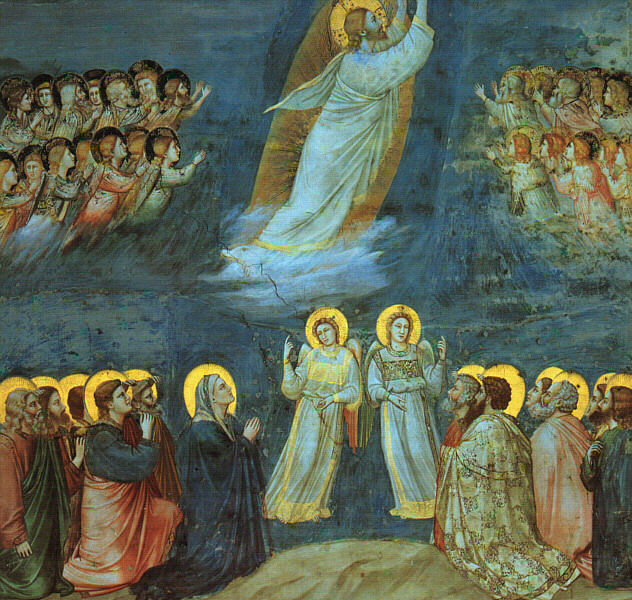
Вознесіння Ісуса Христа, автор Джотто ді Бондоне

## 2051-3000
- 18 листопада 2115 року повинен вийти фільм 100 років.

## Сучасне християнське літочислення
У всіх державах Європи та більшості країн світу сучасне літочислення нашої ери, включно з XXI століттям та 3-тім тисячоліттям ведеться від Різдва Христового і позначається латинською > Anno Domini, або скорочено: A.D./AD. Повністю фраза звучить: лат. Anno Domini Nostri Iesu Christi (в рік Господа нашого Ісуса Христа). За таким літочисленням нульового року немає, тому 1 рік AD (нової ери) йде відразу ж після 1 року до Різдва Христового (до нової ери).
В українській мові вживається відповідник «рік Божий», «року Божого» (р. Б.).